# Elias Vilén
Elias Vilén, född 1 januari 2001 i Lahtis, Finland, är en finländsk professionell ishockeyspelare (forward) som spelar för Pelicans i Liiga.